# أناستازيا نيكيتا
أناستازيا نيكيتا (ولدت في 19 فبراير 1999) هي مصارعة حرة من مولدوفا، فازت بالميدالية الفضية في منافسات سيدات 57 كجم في دورة الألعاب الأولمبية الصيفية 2024 في باريس، فرنسا بعد خسارتها من اليابانية تسوغومي ساكوراي في النهائي، فازت بالميدالية الذهبية في حدث 59 كجم في بطولة العالم للمصارعة 2022 التي أقيمت في بلغراد، صربيا. حصلت على الميدالية الذهبية ثلاث مرات في وزن 59 كجم في بطولة أوروبا للمصارعة. كما مثلت بلدها مولدوفا في دورة الألعاب الأولمبية الصيفية 2020 في طوكيو، اليابان.

## مسيرتها الرياضية
في بطولة أوروبا للمصارعة تحت 23 عامًا 2018 في إسطنبول، تركيا، فازت نيكيتا بالميدالية الفضية في مسابقة السيدات لوزن 59  كجم.. في بطولة العالم للمصارعة تحت 23 سنة 2019 في بودابست، المجر، فازت أيضًا بالميدالية الفضية في مسابقة 59 كجم للسيدات. وفي المباراة النهائية خسرت أمام يوميكا تانابي من اليابان.
في عام 2019، في بطولة أوروبا للمصارعة الحرة للسيدات وزن 57 كجم التي أقيمت في بوخارست، رومانيا، فازت بإحدى الميداليات البرونزية في منافسات بطولة أوروبا للمصارعة الحرة للسيدات وزن 57 كجم. في نفس العام، فازت أيضًا بالميدالية البرونزية في حدث وزن 57 كجم للسيدات في دورة الألعاب الأوروبية 2019 التي أقيمت في مينسك، بيلاروسيا. في مباراة الميدالية البرونزية، هزمت غريس بولين من النرويج. في عام 2020، فازت نيكيتا بالميدالية الذهبية في حدث وزن 59 كجم للسيدات في بطولة أوروبا للمصارعة التي أقيمت في روما، إيطاليا. هزمت بيليانا دودوفا من بلغاريا في النهائي. كما فازت نيكيتا بالميدالية الذهبية في بطولة كأس العالم للمصارعة الفردية 2020 - وزن 57 كجم حرة سيدات، ضمن فعاليات كأس العالم للمصارعة الفردية 2020، التي أقيمت في بلغراد، صربيا.
في عام 2021، فازت نيكيتا بإحدى الميداليات البرونزية في حدث 59  كجم في بطولة أوروبا للمصارعة التي أقيمت في وارسو، بولندا. فازت بالميدالية الذهبية في منافساتها في بطولة أوروبا للمصارعة تحت 23 سنة 2021 التي أقيمت في سكوبيه، مقدونيا الشمالية.
مثلت أناستازيا نيكيتا بلدها مولدوفا في دورة الألعاب الأولمبية الصيفية 2020 في طوكيو، اليابان. شاركت في سيدات 57 كجم حيث فازت بمباراتها الأولى ضد أودونايو أديكورووي من نيجيريا ثم خرجت في مباراتها التالية على يد الحائزة على الميدالية البرونزية إيفيلينا نيكولوفا من بلغاريا. في بطولة العالم للمصارعة تحت 23 سنة 2021 تحت 23 سنة التي أقيمت في بلغراد، صربيا، شاركت في منافسات 59 كجم للسيدات.
في فبراير 2022، فازت نيكيتا بالميدالية الذهبية في منافسات وزن 59 كجم للسيدات في بطولة ياسار دوجو 2022 التي أقيمت في إسطنبول، تركيا. في مارس 2022، فازت بالميدالية الذهبية في مسابقة 59 كجم للسيدات في بطولة أوروبا للمصارعة تحت 23 عامًا 2022 التي أقيمت في بلوفديف، بلغاريا. في نفس الشهر، فازت نيكيتا أيضًا بالميدالية الذهبية في حدث 59  كجم في بطولة أوروبا للمصارعة التي أقيمت في بودابست، المجر. في المباراة النهائية، هزمت جوفيتا ورزيسين من بولندا.
فازت بالميدالية الذهبية في حدث 59  كجم في بطولة العالم للمصارعة 2022 التي أقيمت في بلغراد، صربيا. هزمت غريس بولين من النرويج في مباراة الميدالية الذهبية. فازت بالميدالية الذهبية في منافسات وزن 59 كجم للسيدات في بطولة الجائزة الكبرى المفتوحة زغرب 2023 التي أقيمت في زغرب، كرواتيا. كما فازت بالميدالية الفضية في منافسات بطولة إبراهيم مصطفى 2023 التي أقيمت في الإسكندرية، مصر. فازت بالميدالية الذهبية في حدث وزن 59 كجم للسيدات في بطولة أوروبا للمصارعة 2023 التي أقيمت في زغرب، كرواتيا. توجت على حساب اللاعبة يوليا تكاتش من أوكرانيا في مباراة الميدالية الذهبية بالفوز تلقائي.
فازت بالميدالية الفضية في حدث 57 كجم في بطولة العالم للمصارعة 2023 التي أقيمت في بلغراد، صربيا. ونتيجة لذلك، حصلت على مكان في الحصة المخصصة لمولدوفا في دورة الألعاب الأولمبية الصيفية 2024 في باريس، فرنسا.. في فبراير 2024، شاركت في حدث وزن 59 كجم للسيدات في بطولة أوروبا للمصارعة التي أقيمت في بوخارست، رومانيا. في أغسطس 2024، فازت نيكيتا بالميدالية الفضية في حدث 57 كجم سيدات في دورة الألعاب الأولمبية. وفي المباراة النهائية، خسرت أمام تسوغومي ساكوراي من اليابان.